# Sergueï Mikhaliov
Pour les articles homonymes, voir Mikhaliov.
Sergueï Mikhaïlovitch Mikhaliov - en russe : Сергей Михайлович Михалёв et en anglais : Sergei Mikhalyov - (né le 5 octobre 1947 à Tcheliabinsk en République socialiste fédérative soviétique de Russie et mort le 21 avril 2015) est un joueur professionnel russe de hockey sur glace devenu entraîneur.

## Biographie
En 1966, il commence sa carrière avec le Bourevestnik Tcheliabinsk. Durant sa carrière de joueur, il a porté les couleurs du Salavat Ioulaïev Oufa et du SKA Kouïbychev. Il met un terme à sa carrière de joueur en 1977. En 1979, il devient entraîneur du Salavat. De 1990 à 1999, il est entraîneur assistant du Lada Togliatti puis entraîneur en chef du Severstal Tcherepovets jusqu'en 2005.
Lors du championnat du monde moins de 18 ans 2002 et du championnat du monde junior 2006, ses sélections prennent la médaille d'argent.
Il a mené le Salavat à son premier titre, la Superliga 2008.

## Trophées et honneurs personnels

### Superliga
- 2003 : nommé meilleur entraîneur.
- 2007 : entraîneur de l'équipe Est lors du Match des étoiles.